# IM Близнецов
IM Близнецов (лат. IM Geminorum) — двойная затменная переменная звезда типа Алголя (EA) в созвездии Близнецов на расстоянии (вычисленном из значения параллакса) приблизительно 7 095 световых лет (около 2 175 парсек) от Солнца. Видимая звёздная величина звезды — от +16,3m до +15,2m. Орбитальный период — около 1,4273 суток.

## Характеристики
Первый компонент — бело-голубая звезда спектрального класса B9. Эффективная температура — около 7348 К.
Второй компонент — жёлтый субгигант спектрального класса G3IV.